# Качановский, Александр Юрьевич
Качановский Александр Юьевич (род. 8 декабря 1984) — российский биатлонист. Двукратный чемпион мира и Европы по летнему биатлону, заслуженный мастер спорта России.
Выступает за СК Вооруженных сил РФ, ЦСКА, СДЮШОР и г. Мурманск. Тренируют спортсмена С. К. Субботин, Т. Н. Субботина и Ю. А. Карташов.

## Выступление на чемпионатах России
- В 2004 году выигрывал чемпионат России по летнему биатлону в эстафете.
- В 2006 году выигрывал чемпионат России по летнему биатлону в преследовании в Ижевске[1].
- В 2009 году стал двукратным чемпионом России по биатлону в масс-старте и эстафете в Уфе.
- В 2010 году стал чемпионом России по летнему биатлону в эстафете в Уфе.
- В 2012 году стал двукратным чемпионом России по летнему биатлону (кроссовые дисциплины) в спринте и гонке преследования, а также стал вторым в эстафете в Уфе.